# Wilgotnica woskowa
Wilgotnica woskowa (Hygrocybe ceracea (Sowerby) P. Kumm.) – gatunek grzybów z rodziny wodnichowatych (Hygrophoraceae).

## Systematyka i nazewnictwo
Pozycja w klasyfikacji według Index Fungorum: Hygrocybe, Hygrophoraceae, Agaricales, Agaricomycetidae, Agaricomycetes, Agaricomycotina, Basidiomycota, Fungi.
Po raz pierwszy takson ten zdiagnozował w 1796 r. James Sowerby nadając mu nazwę Agaricus ceraceus. Obecną, uznaną przez Index Fungorum nazwę nadał mu w 1871 r. Paul Kummer.
Synonimów ma ponad 20. Niektóre z nich:
- Hygrocybe ceracea (Sowerby) P. Kumm. 1871 var. ceracea
- Hygrocybe ceracea var. vitellinoides (Bon) Bon 1987
- Hygrocybe vitellinoides Bon 1979
- Pseudohygrocybe ceracea (Sowerby) Kovalenko 1988

Nazwę polską nadała Barbara Gumińska w 1997 r. Franciszek Błoński opisywał ten gatunek pod nazwą wodnicha woskowa i mięsicha żółtawa.

## Występowanie i siedlisko
Wilgotnica woskowa występuje w Europie, Ameryce Północnej, w Korei, Japonii i na Nowej Zelandii. W Polsce uznana za gatunek wymarły. W piśmiennictwie naukowym na terenie Polski podano kilka stanowisk w latach 1889–1896 i dwa nowsze (1956, 2002 r.).